# Bernt Kling
Bernt Kling, eredeti neve: Bernhard Kling (Stuttgart, 1947. december 21. –) német tudományos-fantasztikus író, politológus.

## Élete
Münchenben és Berlinben tanult politológiát, ezalatt fantasztikus témákról írt cikkeket, néhányat P.R. Jung álnév alatt. Irodalmi munkáiban eleinte a Bernt Kling álnevet használta, később ezt Bernd Kling-re változtatta. Fordítóként, valamint képregények szerzőjeként is tevékenykedett, később Berlinben volt könyvkereskedő. Az 1990-es évek elejétől szabadúszó újságíró, internetes és számítógépes magazinokban publikál. 
1969 és 1971 közt hét regénye jelent meg a német Terra Nova fantasztikus ponyvasorozatban. 1970-ben a  Perry – Unser Mann im All képregénysorozat 37-46.-ig terjedő tíz kötetét írta, a sorozat Perry Rhodan kalandjait írta le. 
Magyarul egyetlen novellája jelent meg a Galaktika 26. számában 1977-ben SZ mint szerelem címmel.

## Munkái

### Bernd Kling álnéven
A Terra Nova sorozatban
- 58: Schatzinsel im All (1969)
- 103: Medusa im All (Leo Güntherrel) (1969)
- 112: Galaxis im Aufruhr (Leo Güntherrel) (1970)
- 127: Der unendliche Traum (1970)
- 142: Das rosa Universum (1970)
- 150: Der Psycho Planet (Harald Buwerttel) (1970)
- 174: Der Computer Utopia (Leo Güntherrel) (1971)

Novellák
- Die Gute Alte Zeit: Ein Rückblick aus dem Jahr 2008, Terra Nova 90 (1969)
- Die Zeitlose, Terra Nova 150 (1970)
- L wie Liebe, „Science Fiction aus Deutschland“, 43. kötet, Frankfurt am Main 1974, Fischer Taschenbuch, ISBN 3436019879

### P. R. Jungálnéven
A Terra Astra-sorozatban
- 40: Das Super-Experiment (1972)
- 61: Computer der blauen Rebellen (Harald Buwerttel) (1972)
- 130: Im Auftrag der Solar-Police (1974)

## Fordítás
- Ez a szócikk részben vagy egészben  a   Bernt Kling című német Wikipédia-szócikk ezen változatának fordításán alapul.  Az eredeti cikk szerkesztőit annak laptörténete sorolja fel. Ez a jelzés csupán a megfogalmazás eredetét és a szerzői jogokat jelzi, nem szolgál a cikkben szereplő információk forrásmegjelöléseként.